# 쿠웨이트 여자 축구 국가대표팀

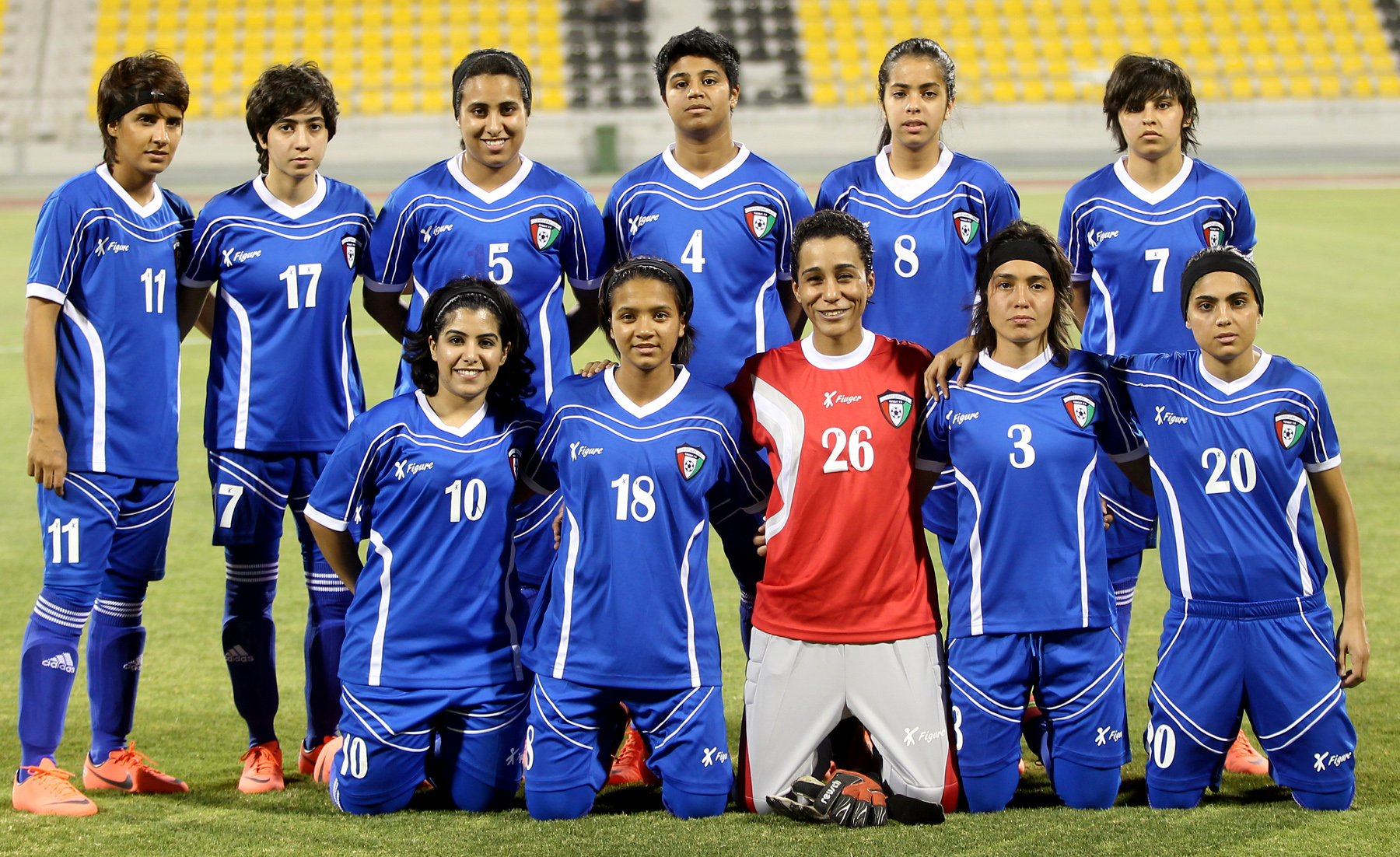
2012년 당시 쿠웨이트 여자 축구 국가대표팀

쿠웨이트 여자 축구 국가대표팀은 쿠웨이트를 대표하는 여자 축구 국가대표팀으로 쿠웨이트 축구 협회에서 관리한다. 현재는 약체로 평가되고 있지만 과거에는 각종 국제 대회에서 좋은 성과를 거두었던 남자 대표팀과는 달리 지금까지 여자 축구는 몰디브와 1번의 무승부를 제외하면 모든 경기에서 패하는 등 이라크, 카타르 등과 함께 아시아 여자 축구 최약체로 분류되고 있으며 현재까지 아시안 게임, AFC 여자 아시안컵, 하계 올림픽 본선 기록은 전무하다.

## 국제 대회 경력

### AFC 여자 아시안컵
2014년 대회 예선에 유일하게 출전했지만 그나마도 홈팀 요르단에게 0-21의 대패를 당하는 등 3전 전패·1득점에 51실점·A조 최하위에 머무르며 예선 탈락의 수모를 겪었는데 요르단전 0-21 대패는 현재까지도 쿠웨이트 여자 축구의 역대 국제 경기 최다 점수차 패배로 남아있다.

### WAFF 여자 챔피언십
2010년 대회에 처음이자 마지막으로 참가하였으나 그나마도 팔레스타인, 아랍에미리트를 상대로 2경기에서 무득점에 24실점·대회 최하위라는 최악의 성적표를 받아들였다.

## 성적

### FIFA 여자 월드컵
- 2015년: 진출 실패
- 2019년 ~ 2023년: 불참

### AFC 여자 아시안컵
- 2014년: 진출 실패
- 2018년 ~ 2022년: 불참

### WAFF 여자 챔피언십
- 2005년 ~ 2007년: 불참
- 2010년: 조별리그
- 2011년 ~ 2019년: 불참

## 같이 보기
- 쿠웨이트 축구 국가대표팀
- 서아시아 축구 연맹